# Kazimierz Stanisław Pałaszowski
Kazimierz Stanisław Pałaszowski (ur. 28 lutego 1692 w Krakowie, zm. 3 stycznia 1758 tamże) – polski duchowny i uczony, profesor teologii i rektor Akademii. Krakowskiej.

## Życiorys
Pochodził z krakowskiej rodziny mieszczańskiej, był synem Wojciecha i Magdaleny. Studia odbył w Akademii Krakowskiej uzyskując 25 października 1715 stopień bakałarza, a w 1717 tytuł mistrza sztuk wyzwolonych. W latach 1717–1719 wykładał na Wydziale Filozoficznym, w 1719 został obrany seniorem szkoły Wszystkich Świętych, uczył kolejno gramatyki, poetyki. Wybrany 5 marca 1723 członkiem Kolegium Mniejszego, latem podjął zajęcia na Wydziale Filozoficznym jako profesor wymowy, pełniąc w związku z tym 1724 przez 10 lat obowiązki urzędowego mówcy uniwersyteckiego. Powołany 30 sierpnia 1724 do Kolegium Większego objął obowiązki dziekana Wydziału Filozoficznego, które pełnił jeszcze dwukrotnie w  1726 i 1730. W tym czasie uzyskał święcenia kapłańskie, w 1727 został kanonikiem kolegiaty św. Anny, 28 marca 1729 kanclerzem kolegiaty nowosądeckiej, a 17 stycznia 1732 kaznodzieją zamkowym w katedrze krakowskiej. W 9 grudnia 1733 uzyskał stopień bakałarza teologii i latem 1734 przeszedł jako profesor na Wydział Teologii. W 1734 został kanonikiem św. Floriana, niedługo potem dziekanem w Kurzelowie, a od  1738 proboszczem kościoła Św. Szczepana w Krakowie. Był wielokrotnie prowizorem Kolegium Większego i rektorem Uniwersytetu od 1740 do 1741, od 1744 do 1746, od 1749 do 1750 oraz w 1756 do 1757. 22 stycznia 1748 został promowany na doktora teologii. 13 marca 1748 wybrany został archiwistą Kolegium Większego i całego Uniwersytetu oraz prowizorem Bursy Jerozolimskiej, 11 września 1748 objął urząd prokuratora kanonizacji błogosławionego Jana Kantego, wreszcie w 1750 otrzymał probostwo kolegiaty Wszystkich Świętych, a 18 kwietnia 1750 kanonię krakowską. Zabiegał o podniesienie znaczenia Akademii. Jako rektor podpisał 15 stycznia 1745 uchwałę dopuszczającą członków cechu malarzy krakowskich do Wydziału Sztuk Wyzwolonych z nadaniem pełnych praw akademickich. W kilka lat później podjął próbę zreformowania nauk w Akademii poprzez utworzenie przy nim Collegium Nobilium na wzór kolegiów pijarskich i jezuickich. W tym celu zakupił z własnych funduszy dwie sąsiadujące ze sobą kamienice, usytuowane naprzeciw Kolegium Większego, które przekazał Kolegium, a następnie sam zajął się ich remontem i przebudową. Pochowany został w kościele św. Anny. W testamencie zapisał sumę 10 tys. zł na altarię św. Kazimierza w kolegiacie św. Anny i 8 tys. zł na biednych tej parafii.